# Австралійський національний ботанічний сад

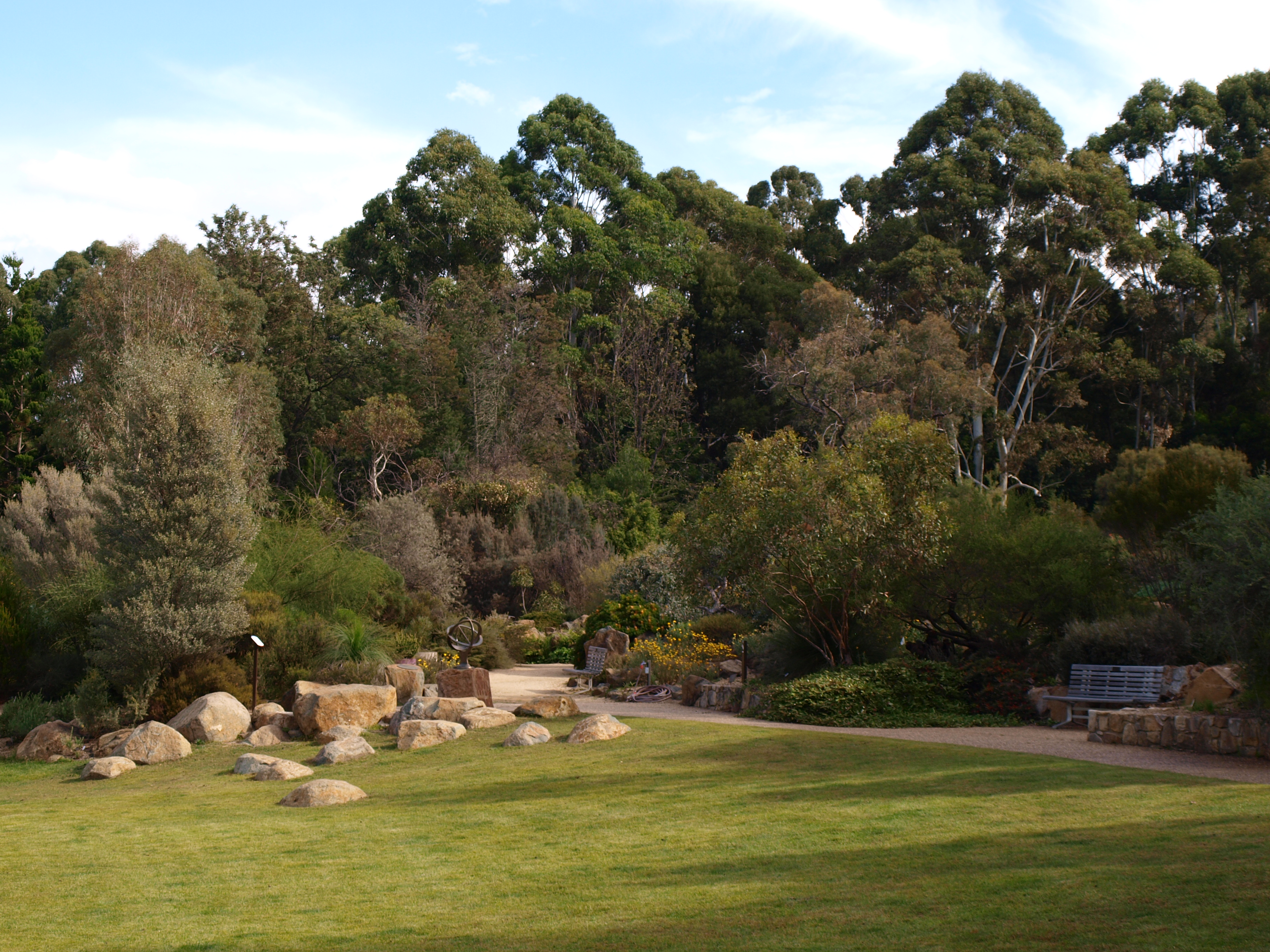
У ботанічному саду

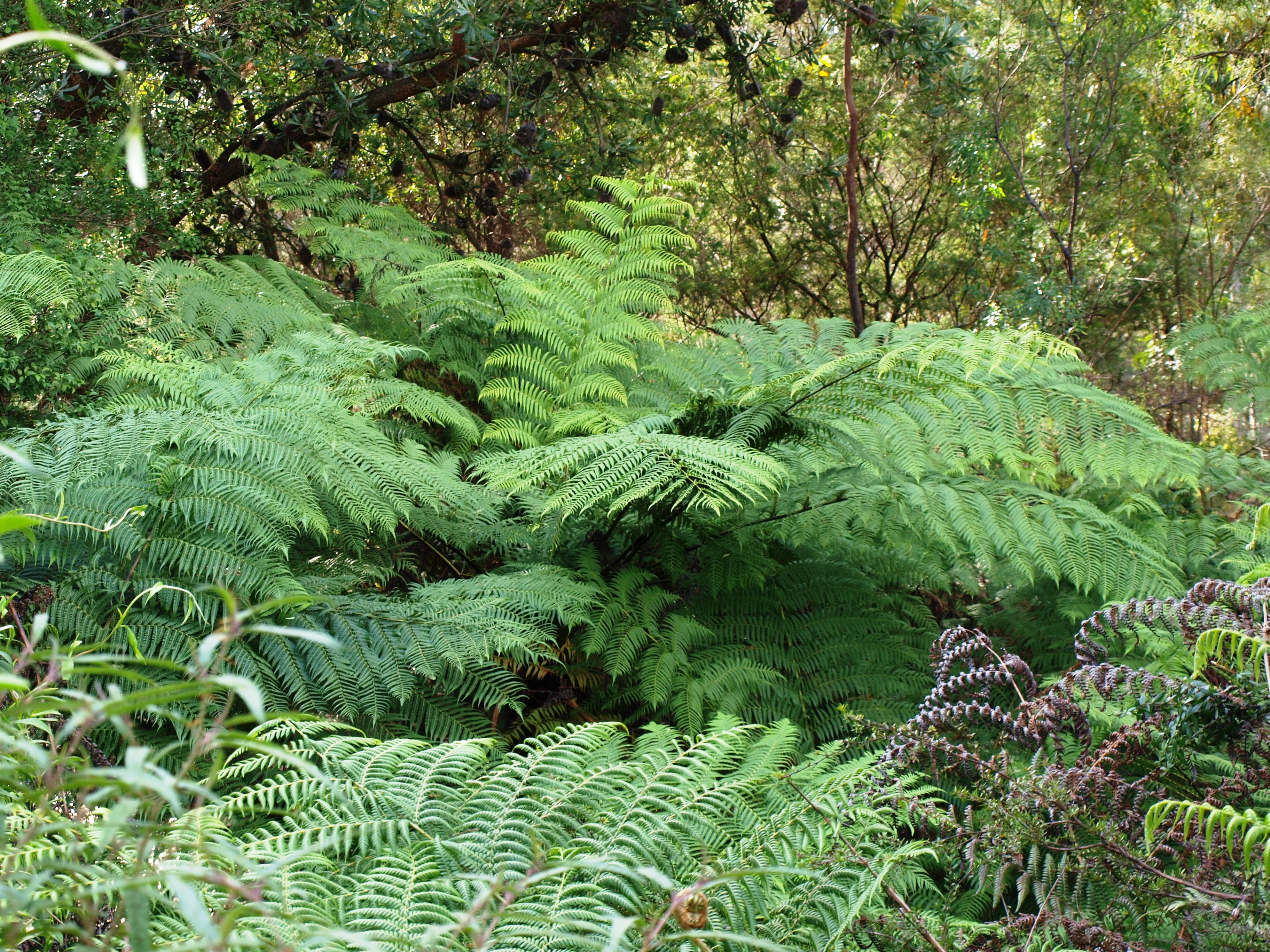
Папороть

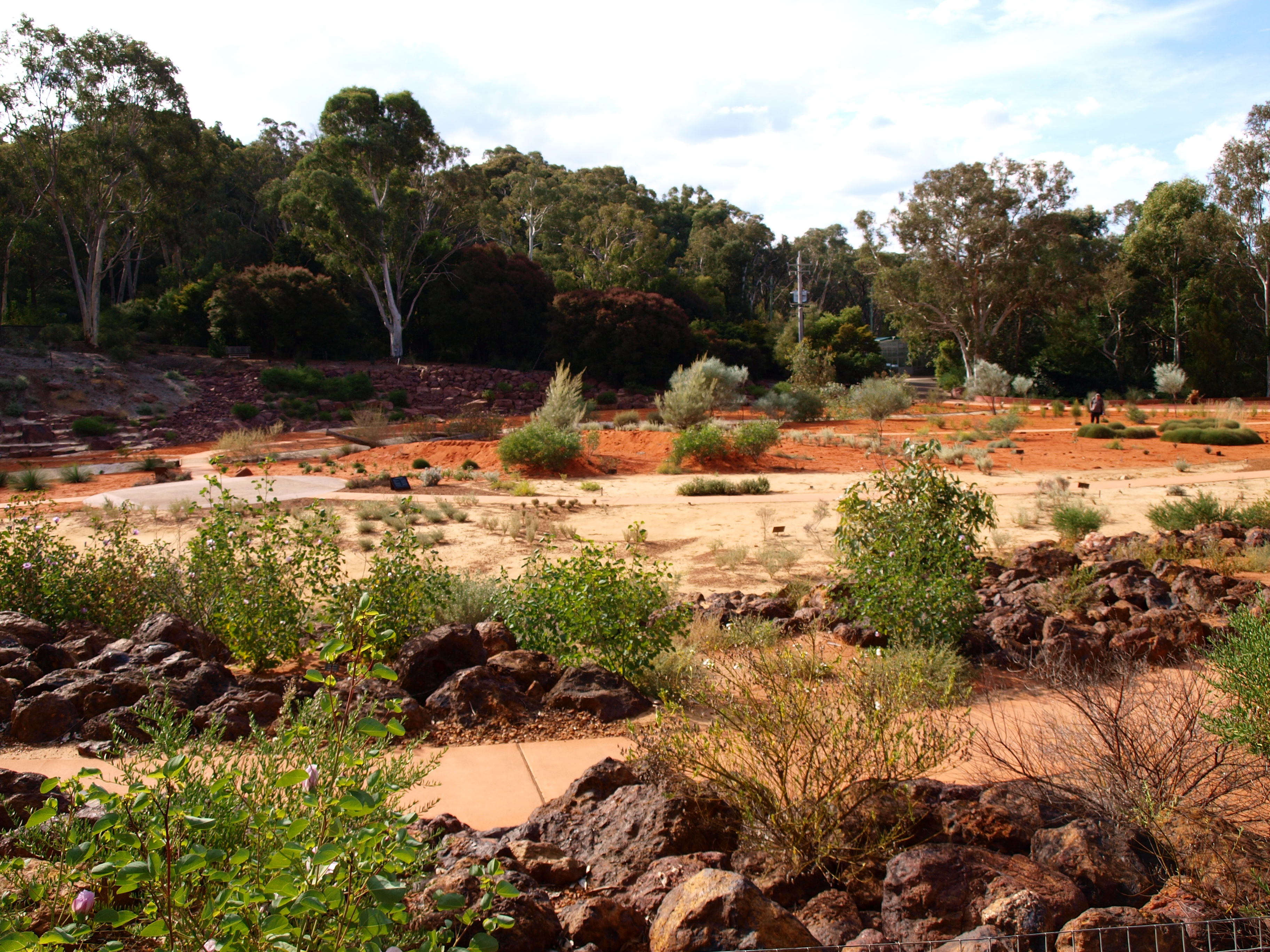
Сад червоного центра країни

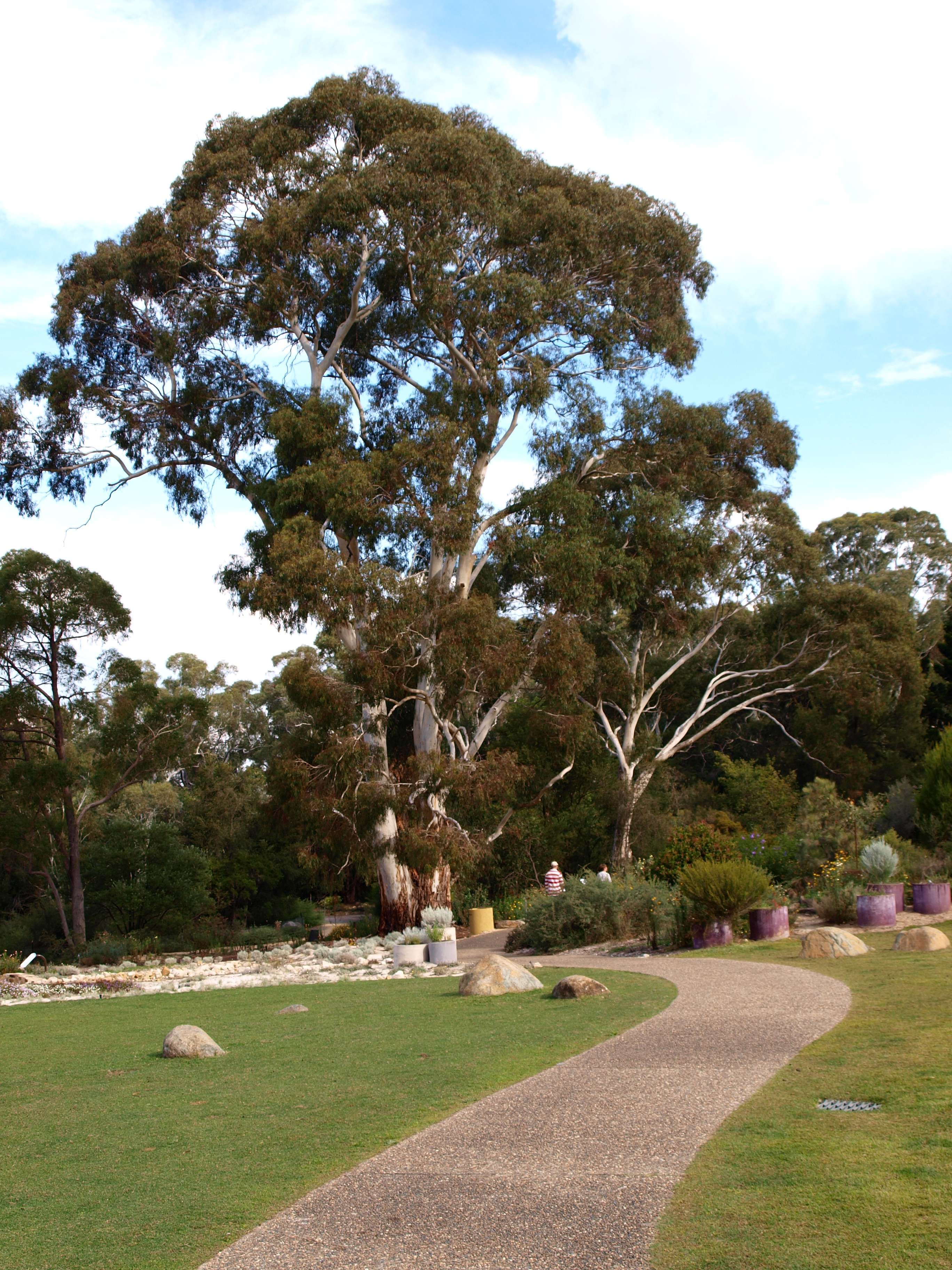
Стежка дослідження евкаліптів

Австралійський національний ботанічний сад (англ. Australian National Botanic Gardens (ANBG)) — ботанічний сад у місті Канберра (Австралійська столична територія, Австралія). Ботанічний сад знаходиться у веденні Департаменту з охорони навколишнього середовища та культурної спадщини австралійського уряду.
В ботанічному саду зосереджена найбільша колекція австралійської флори. Метою ANBG є наукове вивчення флори Австралії та збереження тих місцевих рослин, які знаходяться під загрозою у дикій природі.
Ботанічний сад є членом Міжнародної ради ботанічних садів з охорони рослин (BGCI). 

## Графік роботи
Ботанічний сад відкритий з 8:30 до 17:00 щодня, крім Різдва (25 грудня).
Вхід до ботанічного саду вільний.

## Історія
Створення ботанічного саду було рекомендовано в доповіді в Консультативної ради Федеральної столичної території у 1933 році. У 1935 році була сформульована концепція розвитку ботанічного саду. Місце для саду було виділено у підніжжя гори Блек, зайняте природним евкаліптовим лісом.
В вересні 1949 року відбулася урочиста посадка перших дерев за участю прем'єр-міністра Австралії Бена Чіфлі і директора Королівських ботанічних садів Кью сера Едварда Солсбері. У перебігу 20 років не тільки висаджувалися нові рослини, а й прокладалася пішохідні доріжки, створювалися ставки і водоспади. Ділянка дощового лісу була створена в яру, де за допомогою спеціальної дощувальної установки підтримується необхідна вологість.
В жовтні 1970 року прем'єр-міністр Джон Гортон офіційно відкрив ботанічний сад.

## Колекція
Ботанічний сад займає площу більше 90 га, з яких використовується поки лише 41. Сад організован за тематичними розділами, рослини згруповані за загальною таксономією або представлені в екологічних угрупованнях, існуючих в природі. Культивуються більше 6300 видів рослин.
Експозиція включає:
- Зону дощового тропічного лісу, де висаджені рослини характерні для тропічних лісів Східної Австралії.
- Сад каменів, де висаджені рослини характерні для пустель та гір.
- Сад червоного центра, де висаджені рослини характерні для Центральної Австралії.
- Сад «трав'яних дерев» (Xanthorrhoea glauca, Xanthorrhoea johnsonii та ін.)
- Флора сіднейського регіону, тут представлені рослини-ендеміки, які ростуть в околицях Сіднея.
- Багатостовбурні евкаліпти, а також чагарники і трави, пов'язані з ними.
- Рослини з родів Банксія, Telopea, Grevillea (родина Proteales).
- Рослини з родів Callistemon, Leptospermum, Melaleuca (родина миртових).
- Зону евкаліптових лісів, де виростає приблизно п'ята частина австралійських видів.
- Зону австралійських акацій.
- Тропічну оранжерею.

Територією ботанічного саду прокладена стежка дослідження евкаліптів довжиною 1,8 км, уздовж якої висаджені яскраві представники найбільш відомої австралійської рослини: Eucalyptus globulus, Eucalyptus regnans, Eucalyptus melliodora, Corymbia ficifolia, Eucalyptus mannifera, Eucalyptus lacrimans, Eucalyptus scoparia, Eucalyptus benthamii, Eucalyptus polybractea, Eucalyptus robusta, Eucalyptus rossii, Eucalyptus pulverulenta, Corymbia calophylla, Eucalyptus saligna, Corymbia citriodora,  Eucalyptus siderophloia, Eucalyptus cloeziana, Angophora costata, Eucalyptus viminalis, Eucalyptus grandis.

## Галерея

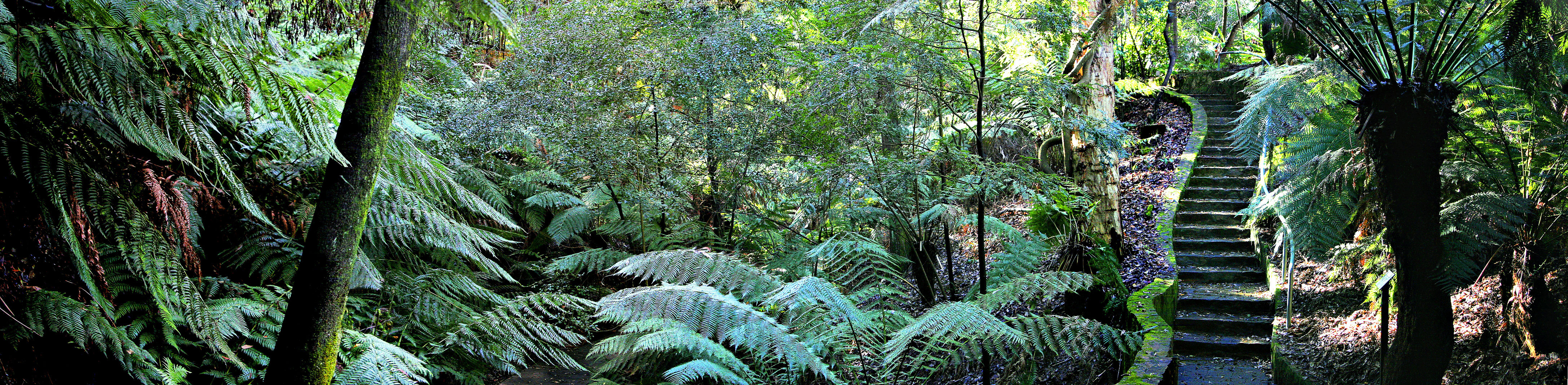
Стежина через ділянку дощового лісу

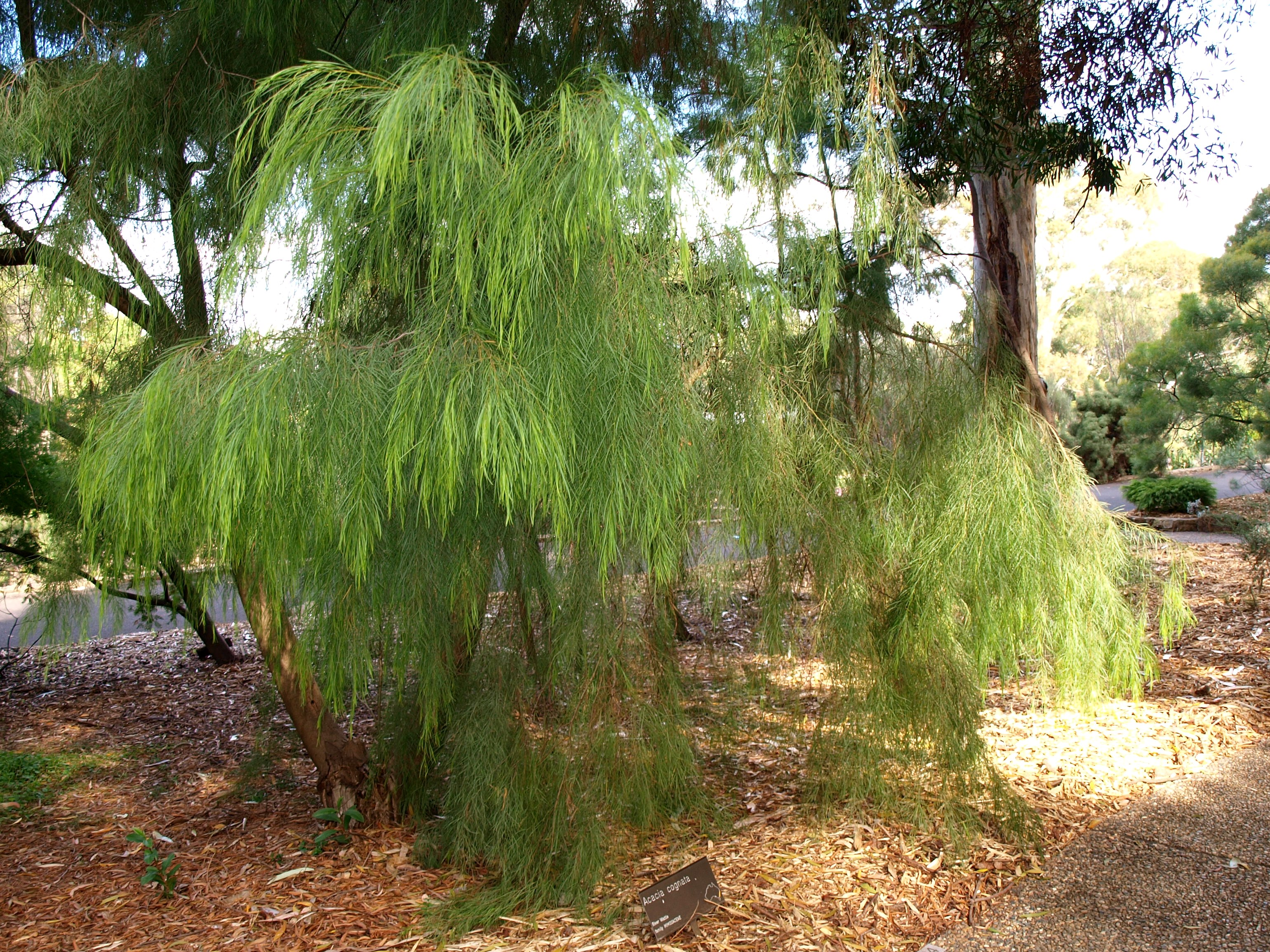
Acacia cognata
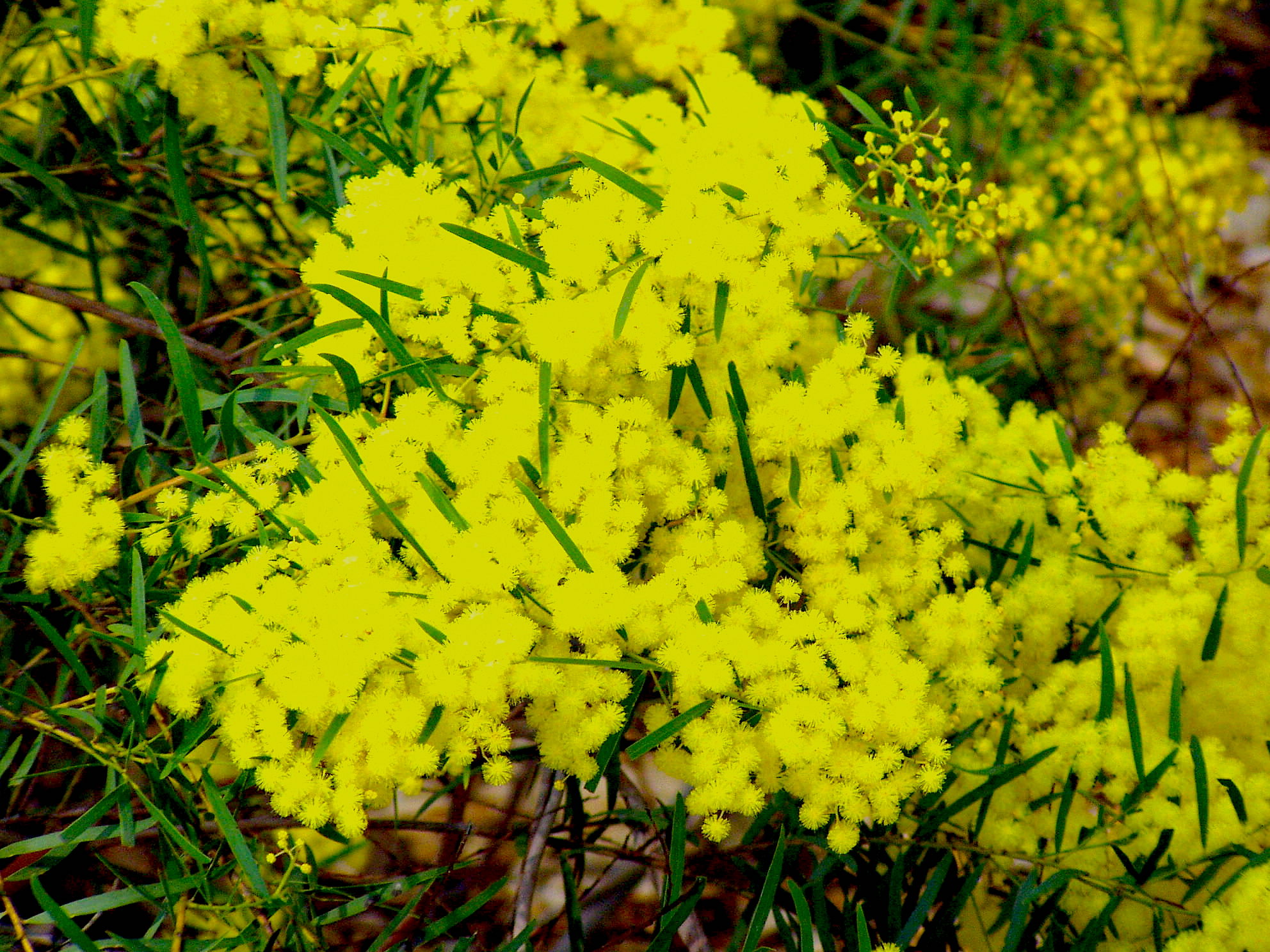
Acacia fimbriata
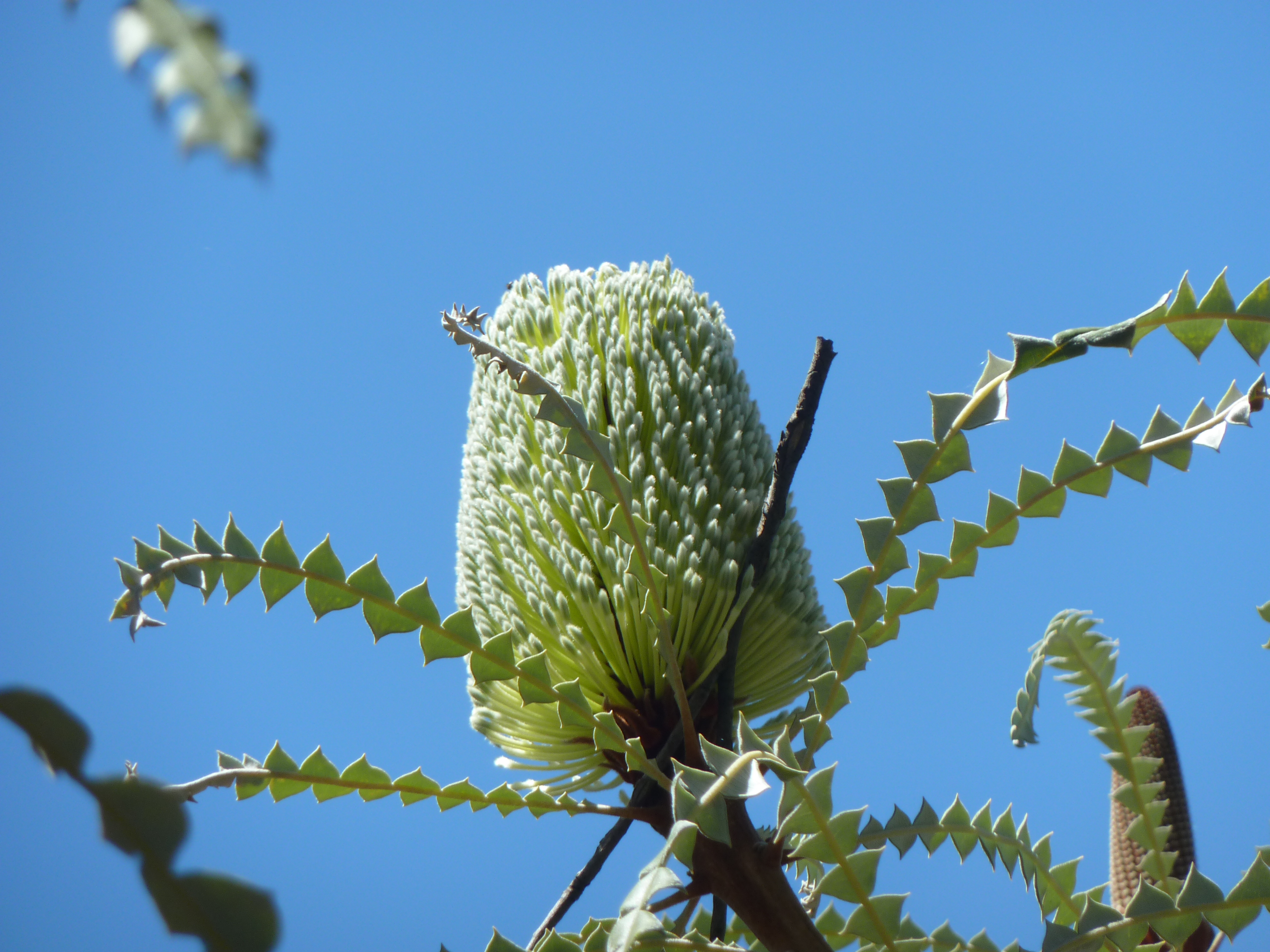
Banksia speciosa
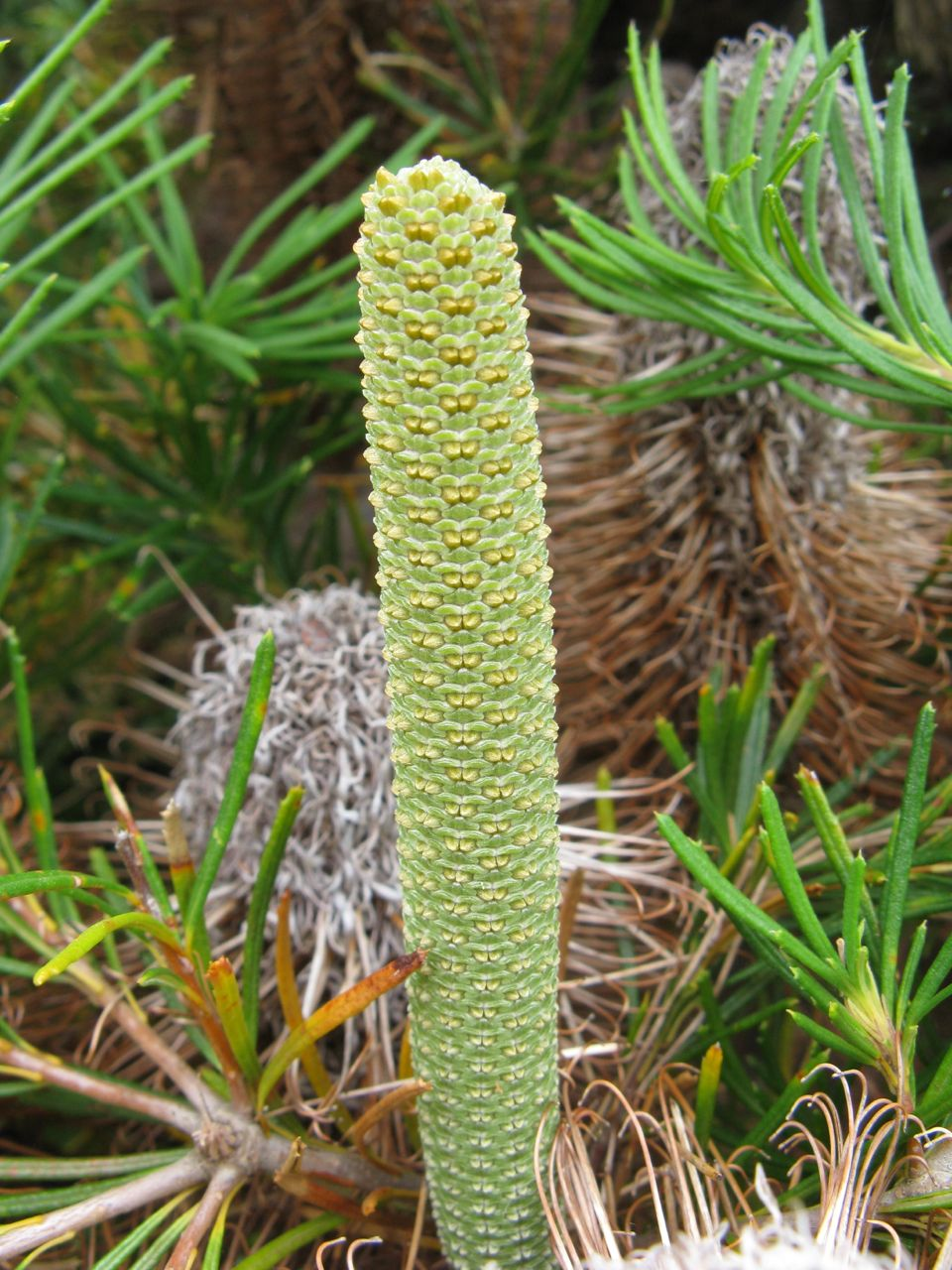
Banksia spinulosa
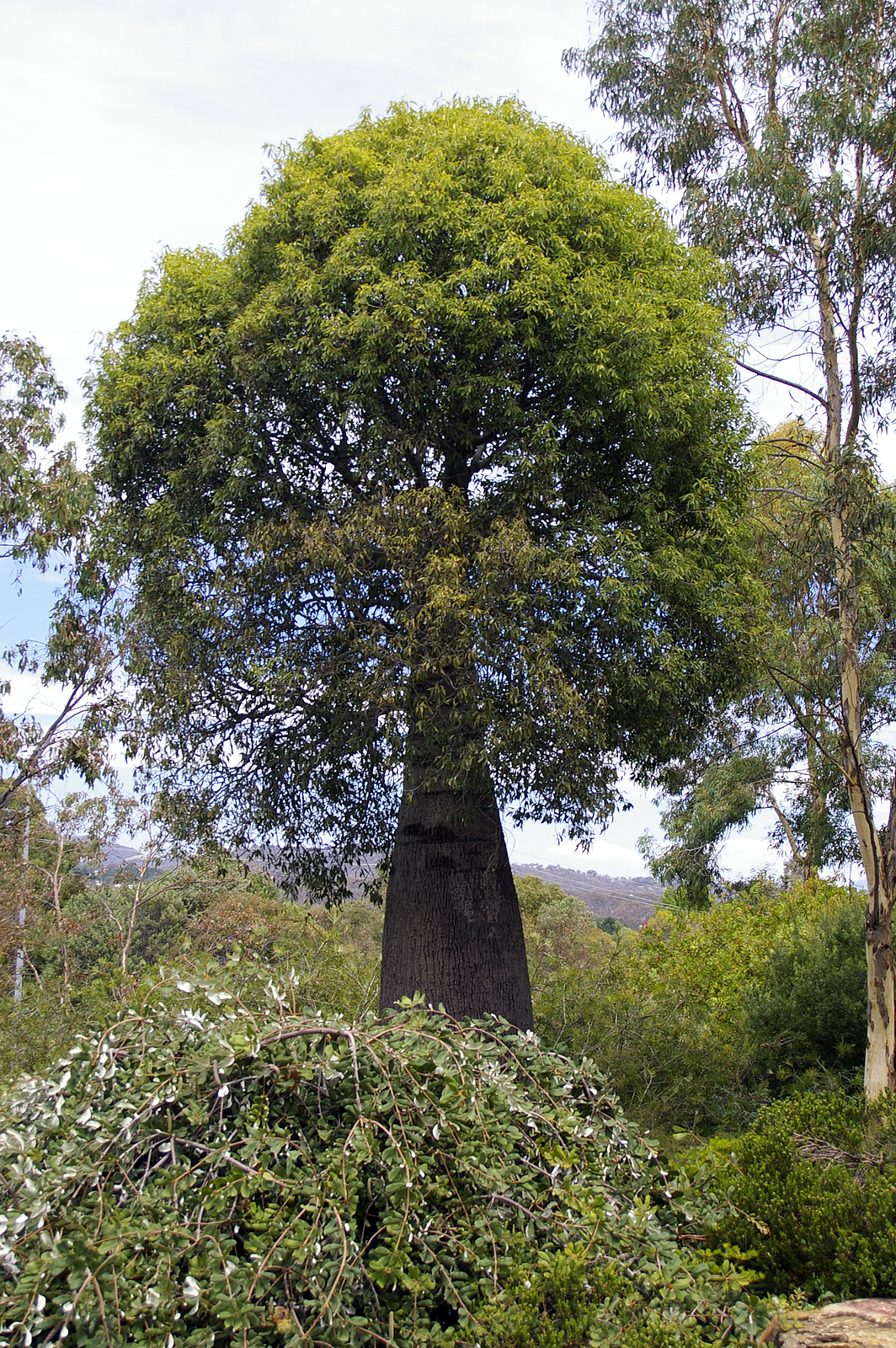
Brachychiton rupestris
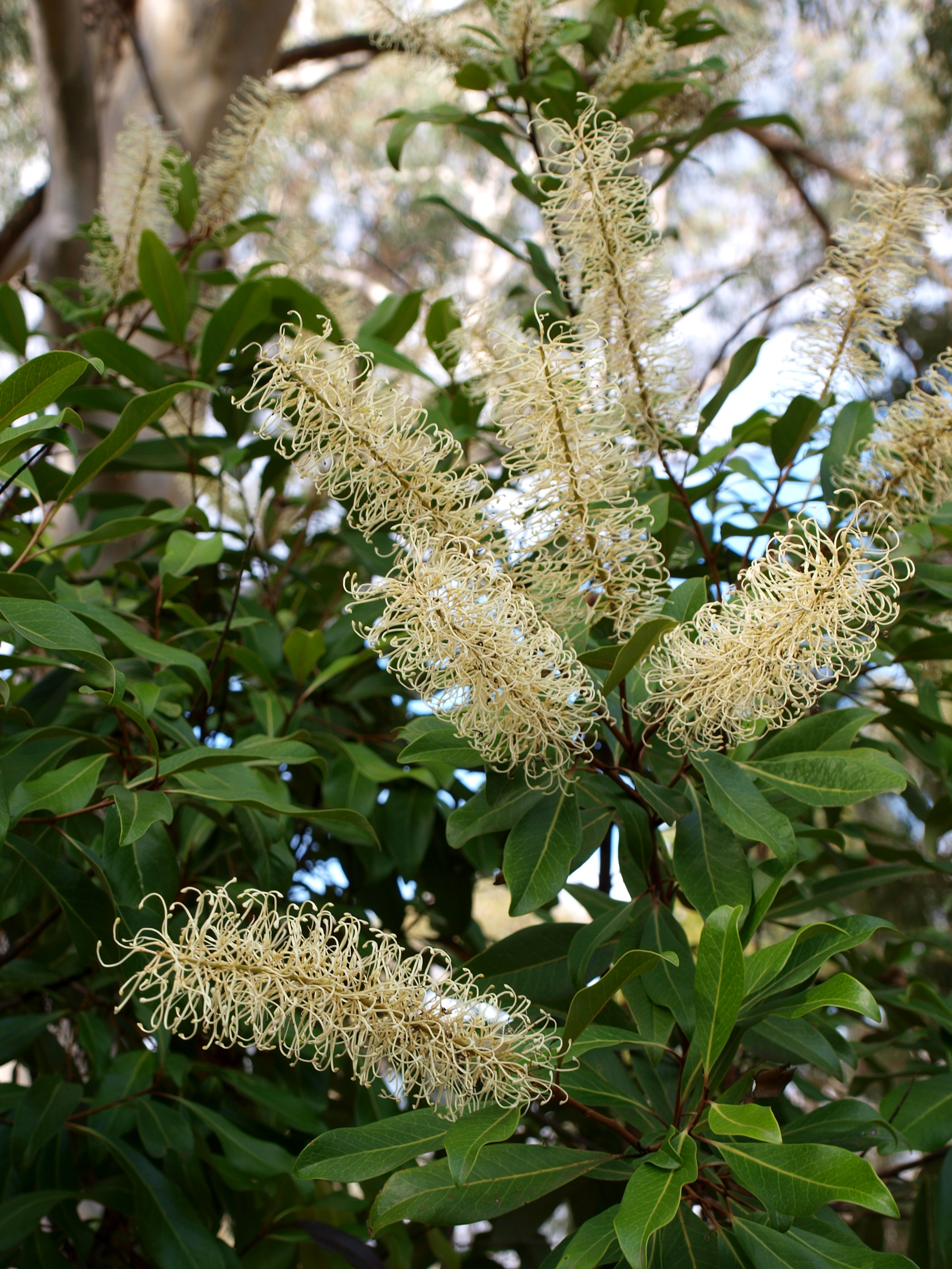
Buckinghamia celsissima
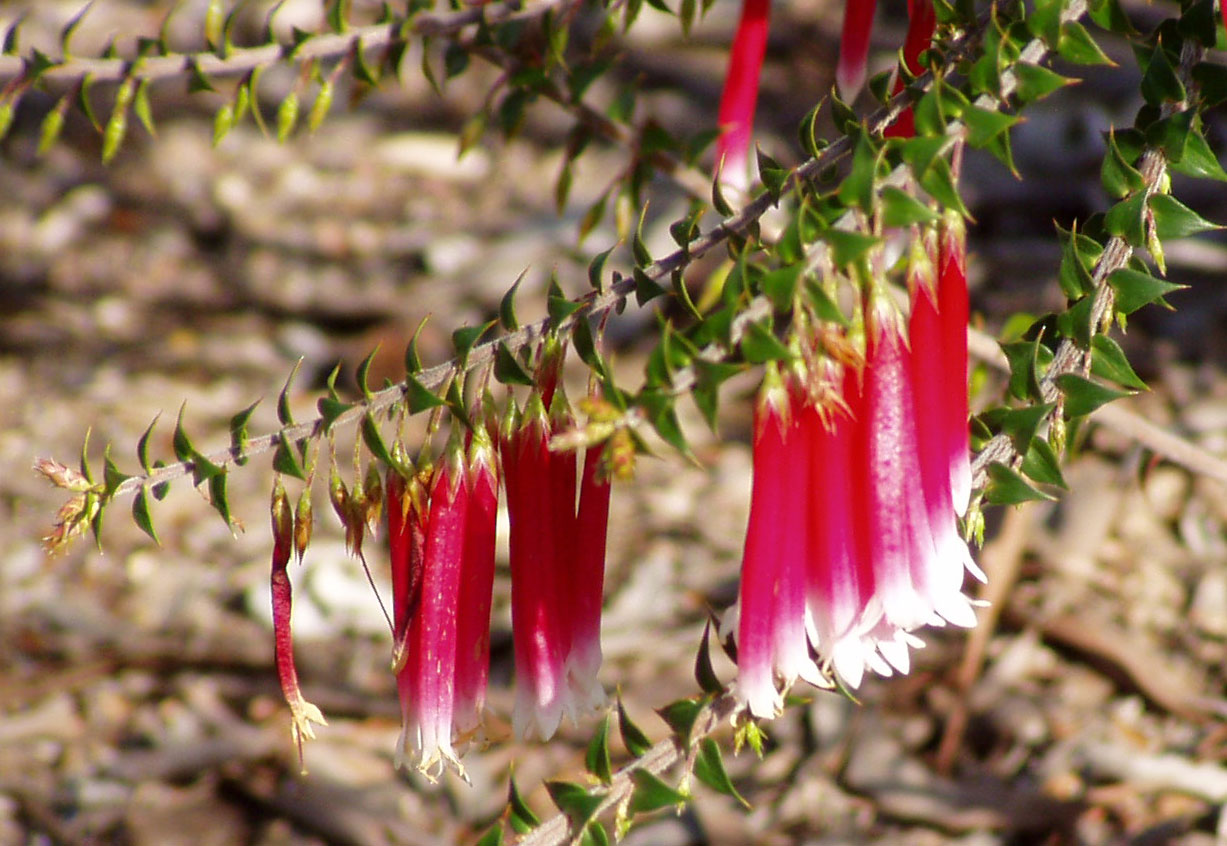
Epacris longiflora
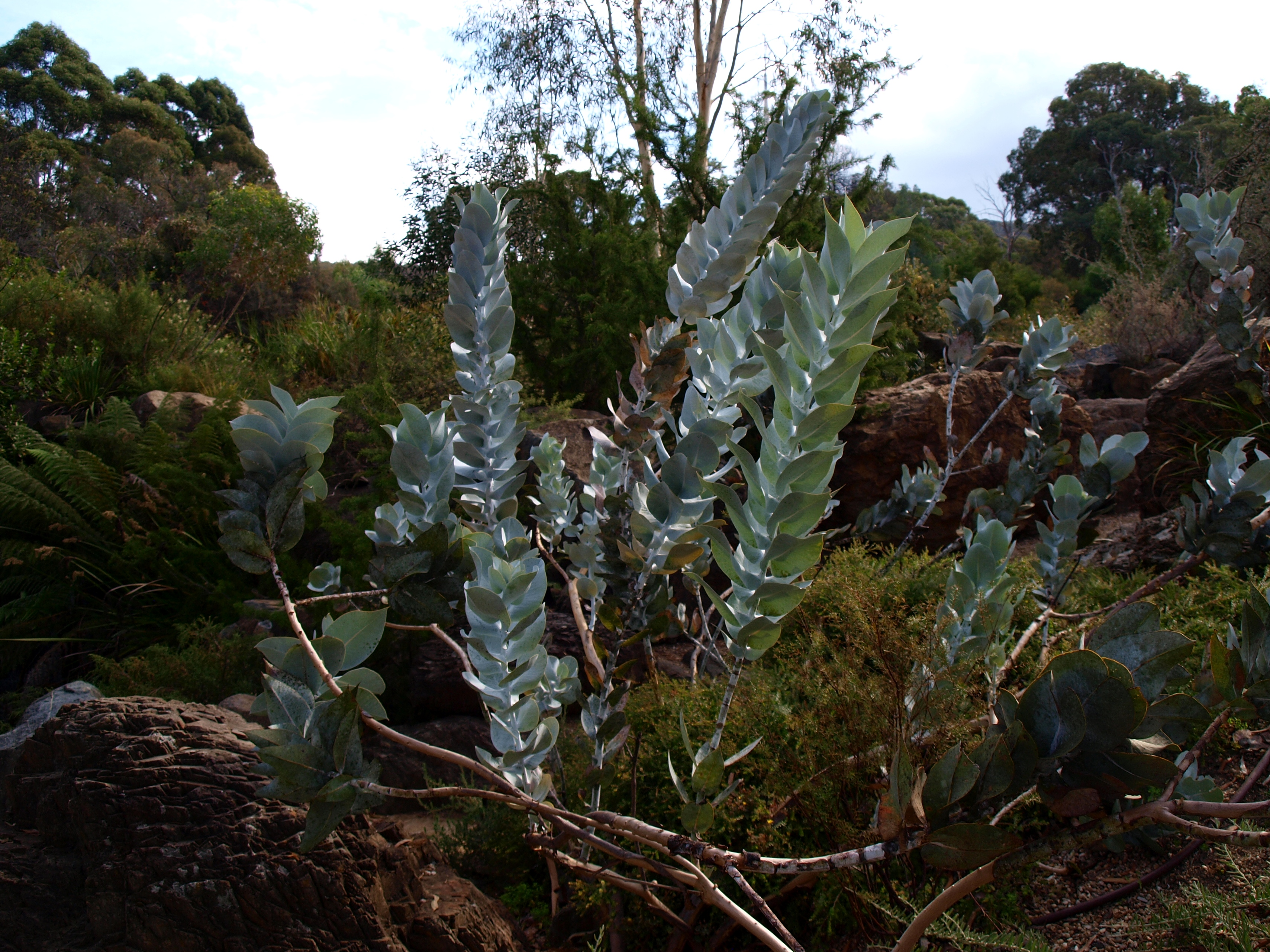
Eucalyptus macrocarpa
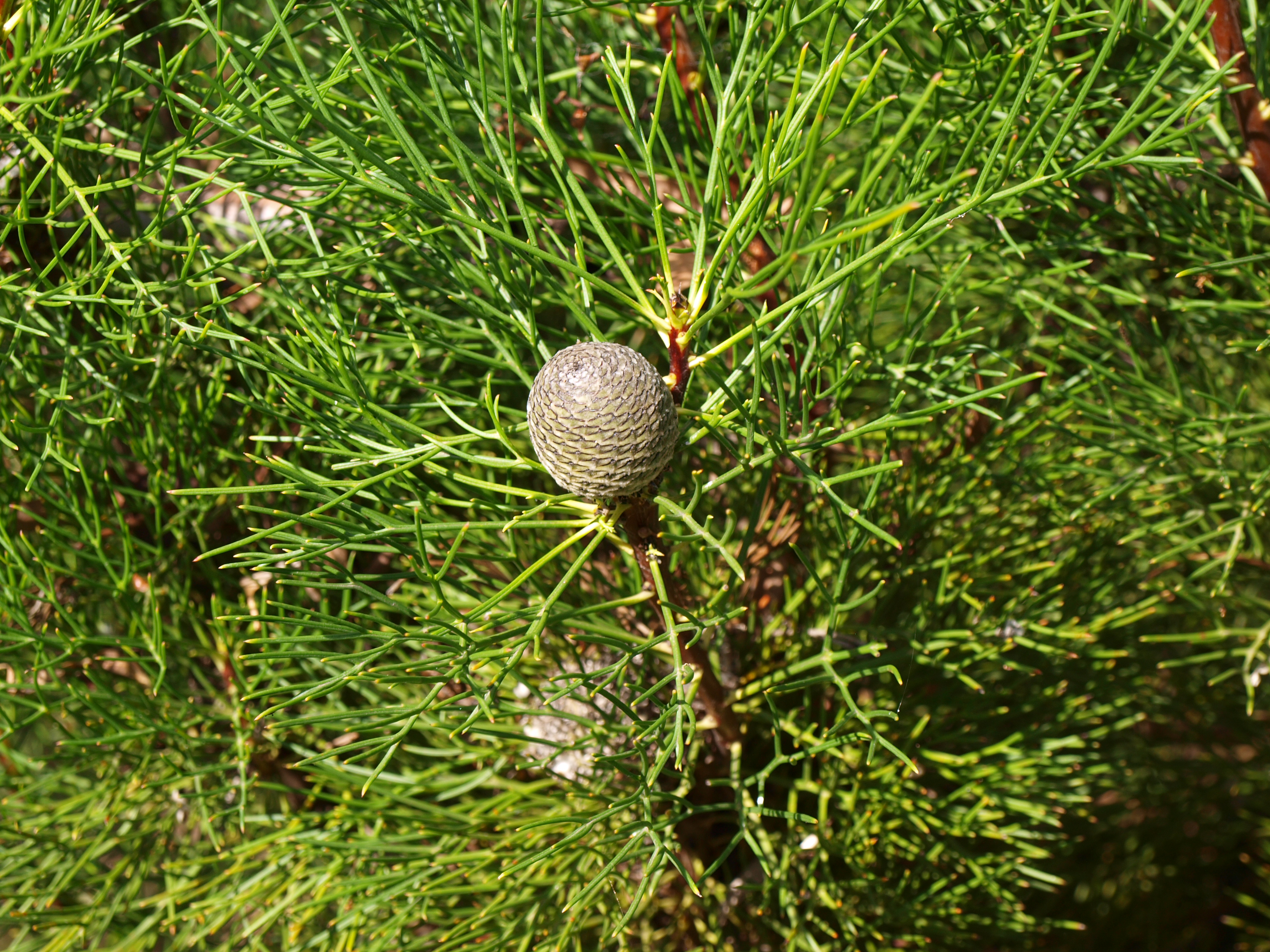
Grevillea involucrata
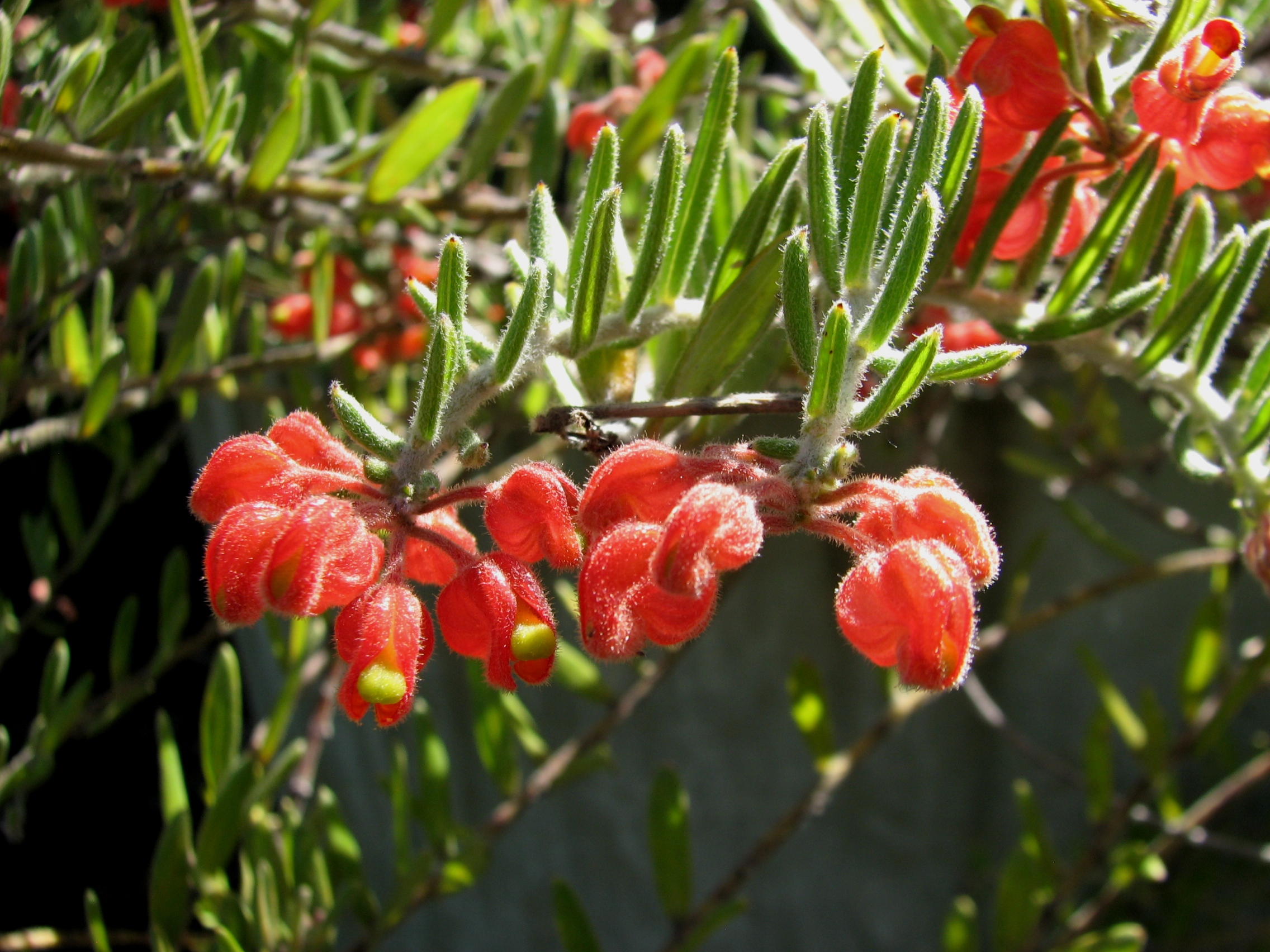
Grevillea saccata
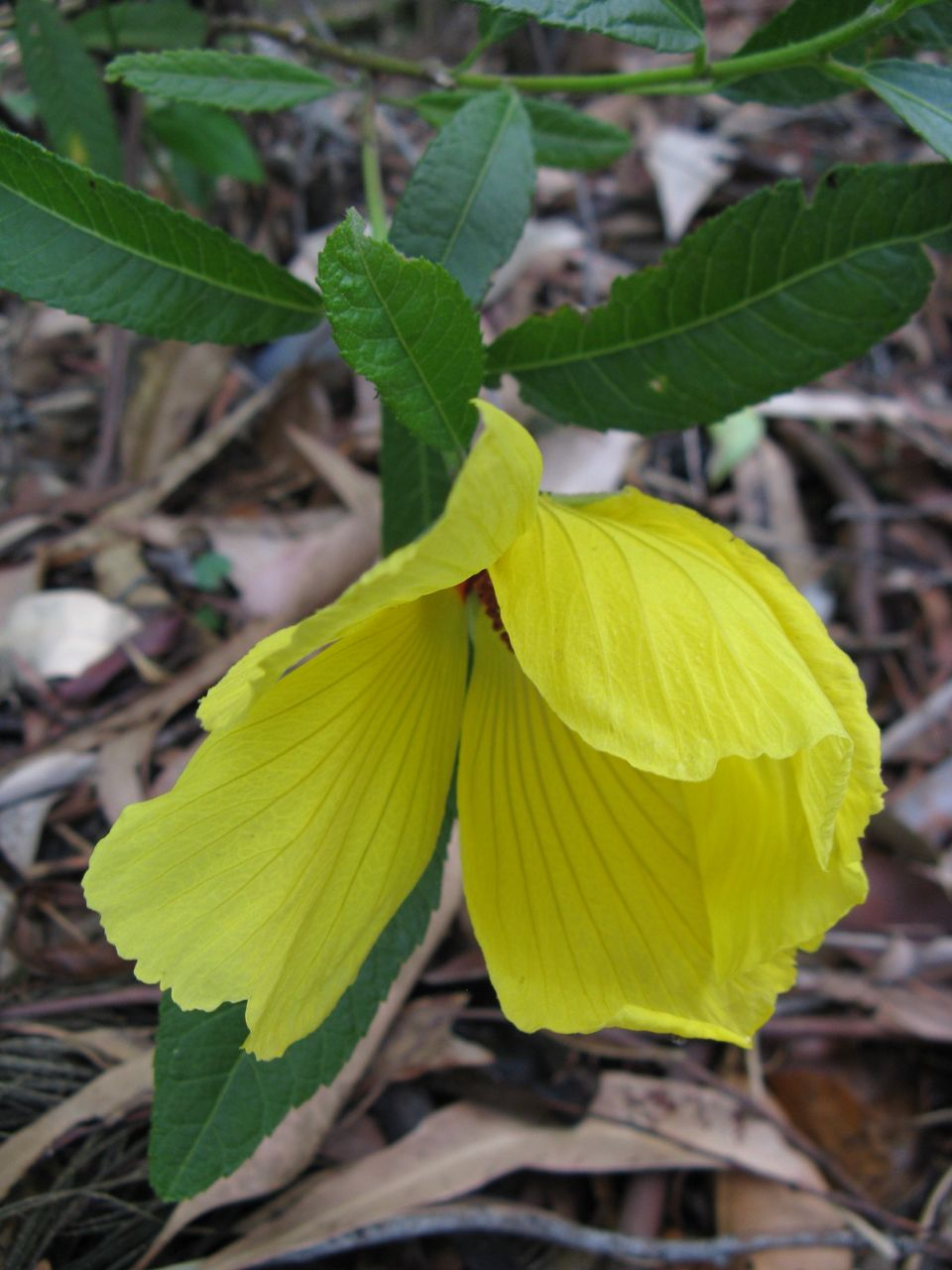
Hibiscus divaricatus
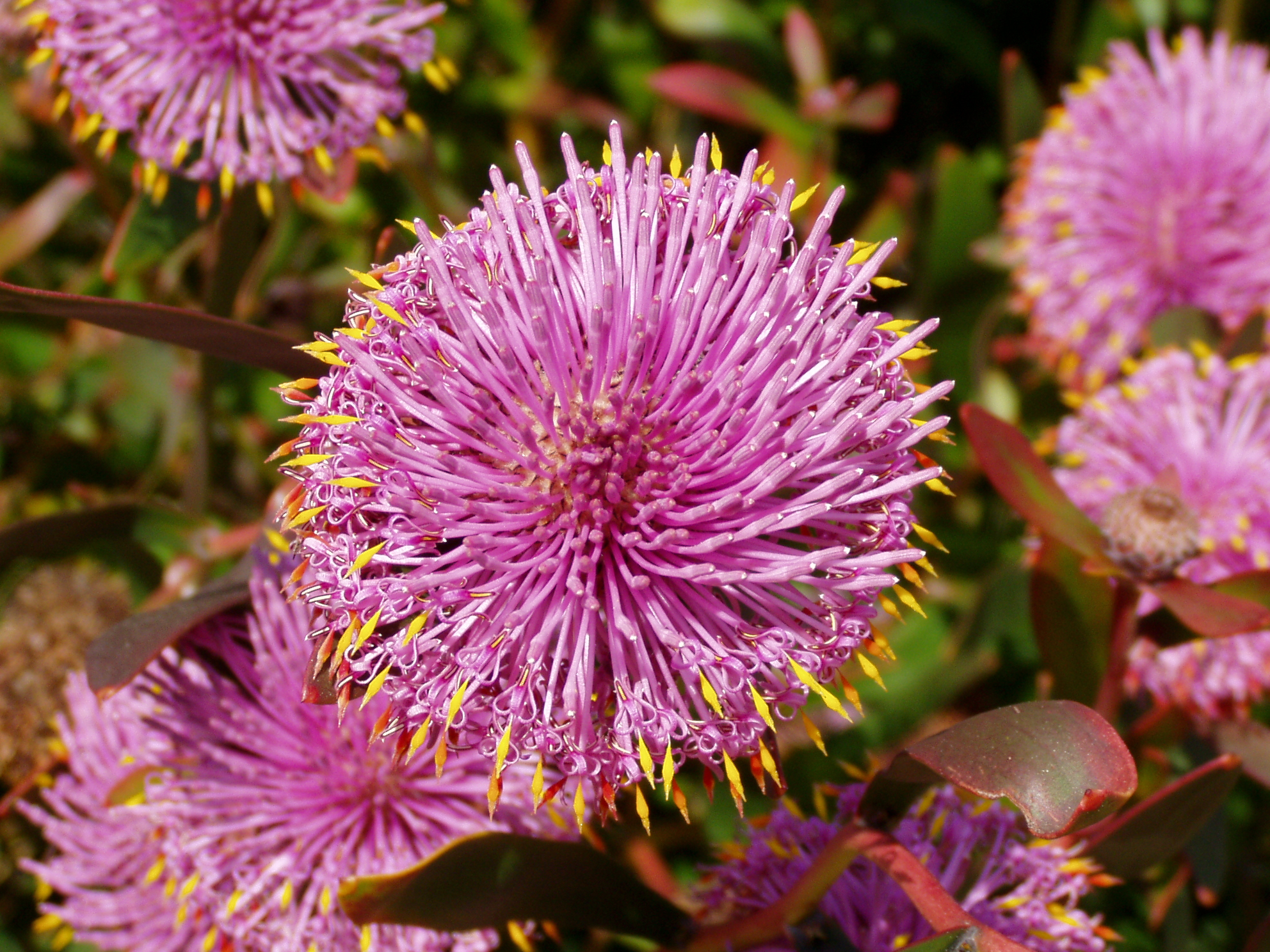
Isopogon cuneatus
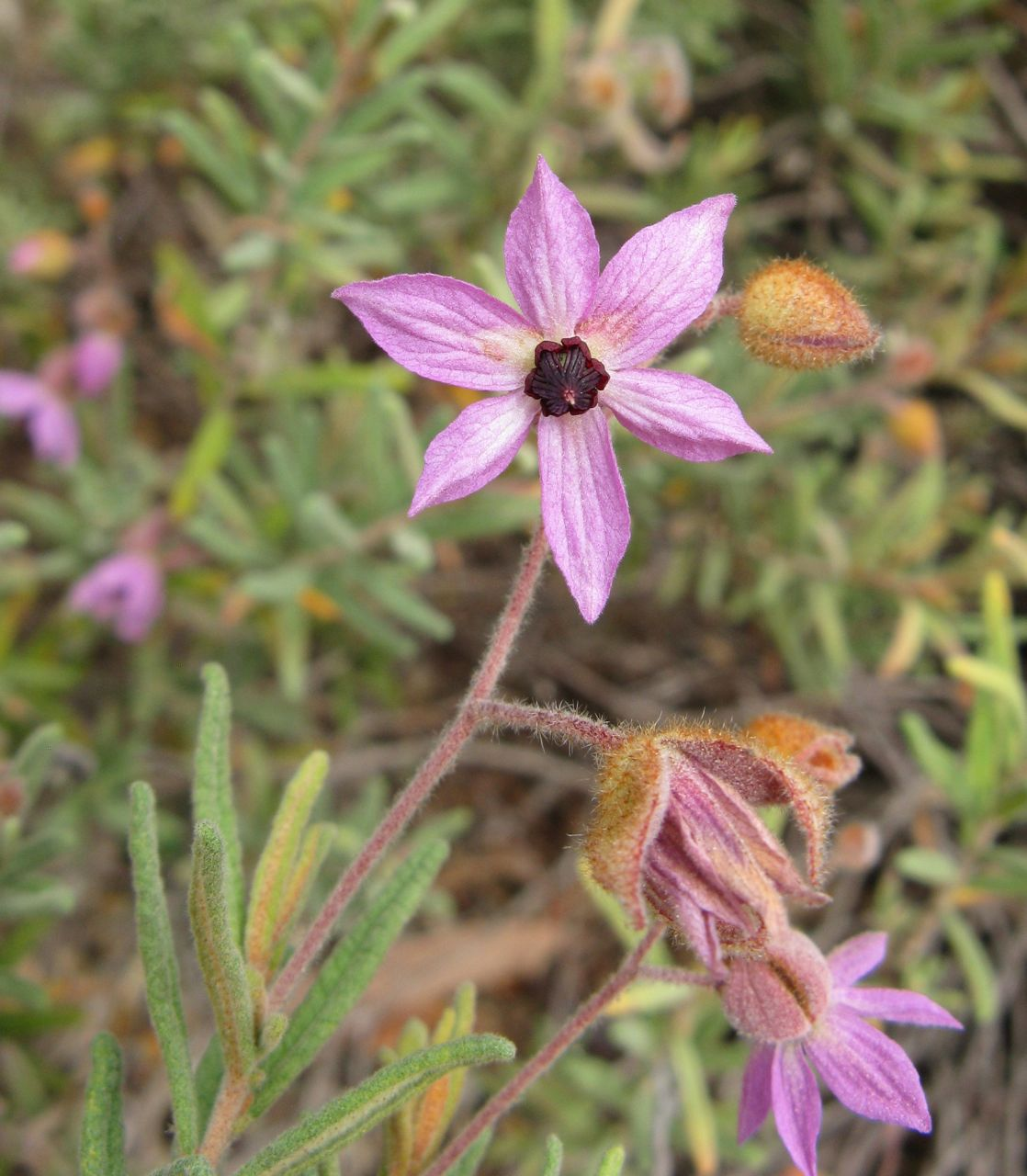
Lysiosepalum involucratum
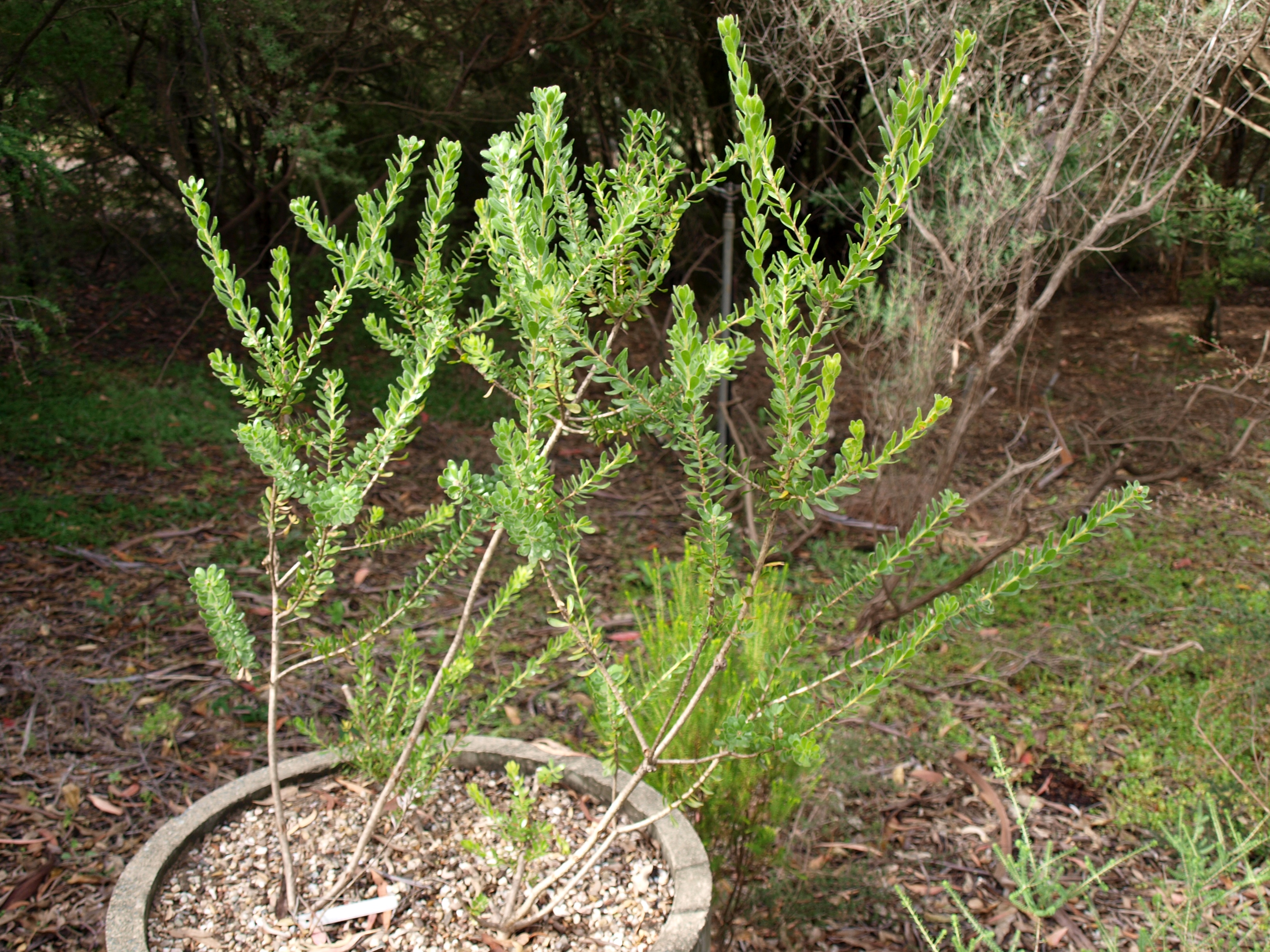
Melaleuca megacephala
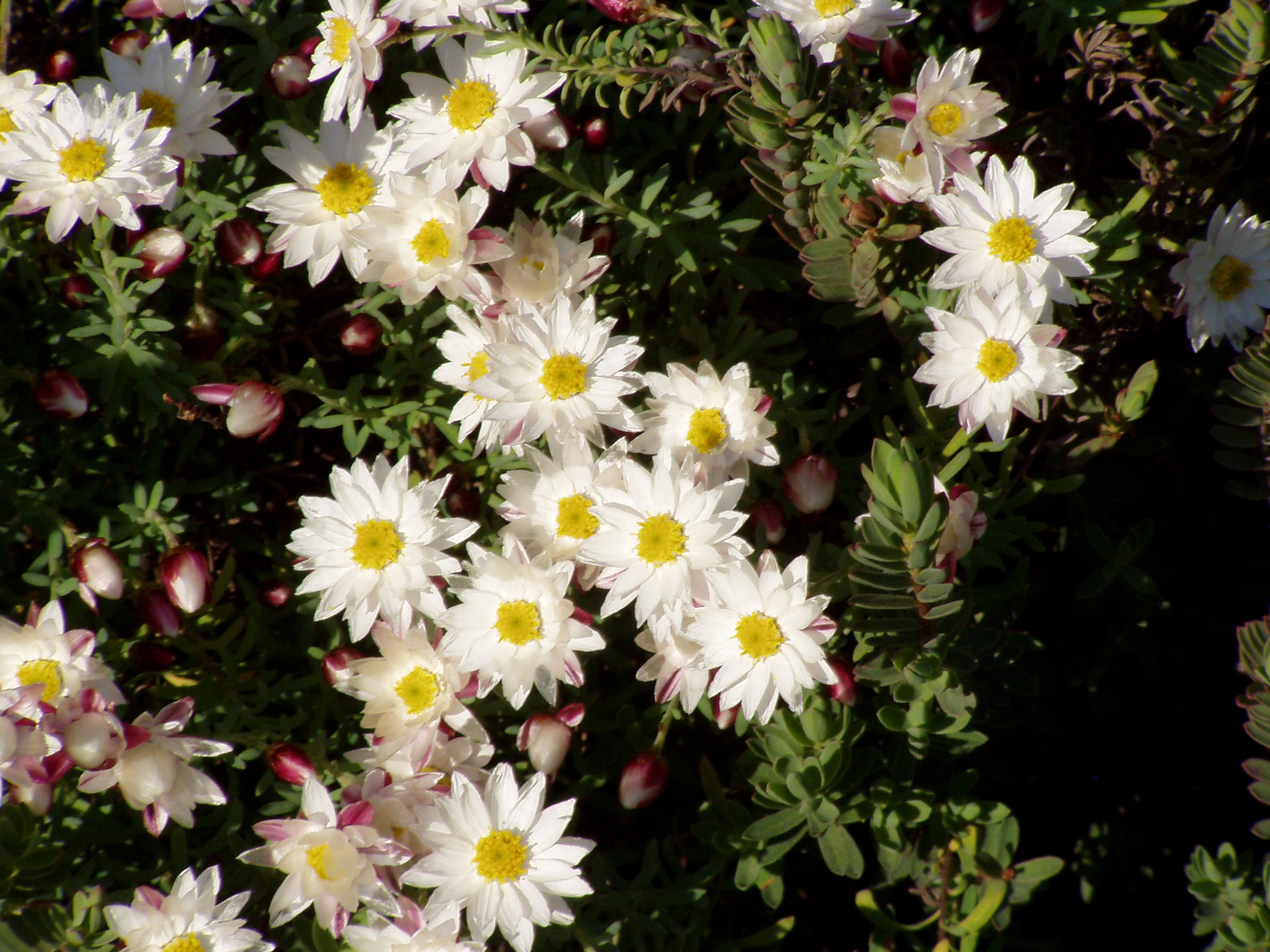
Pimelea ciliolaris
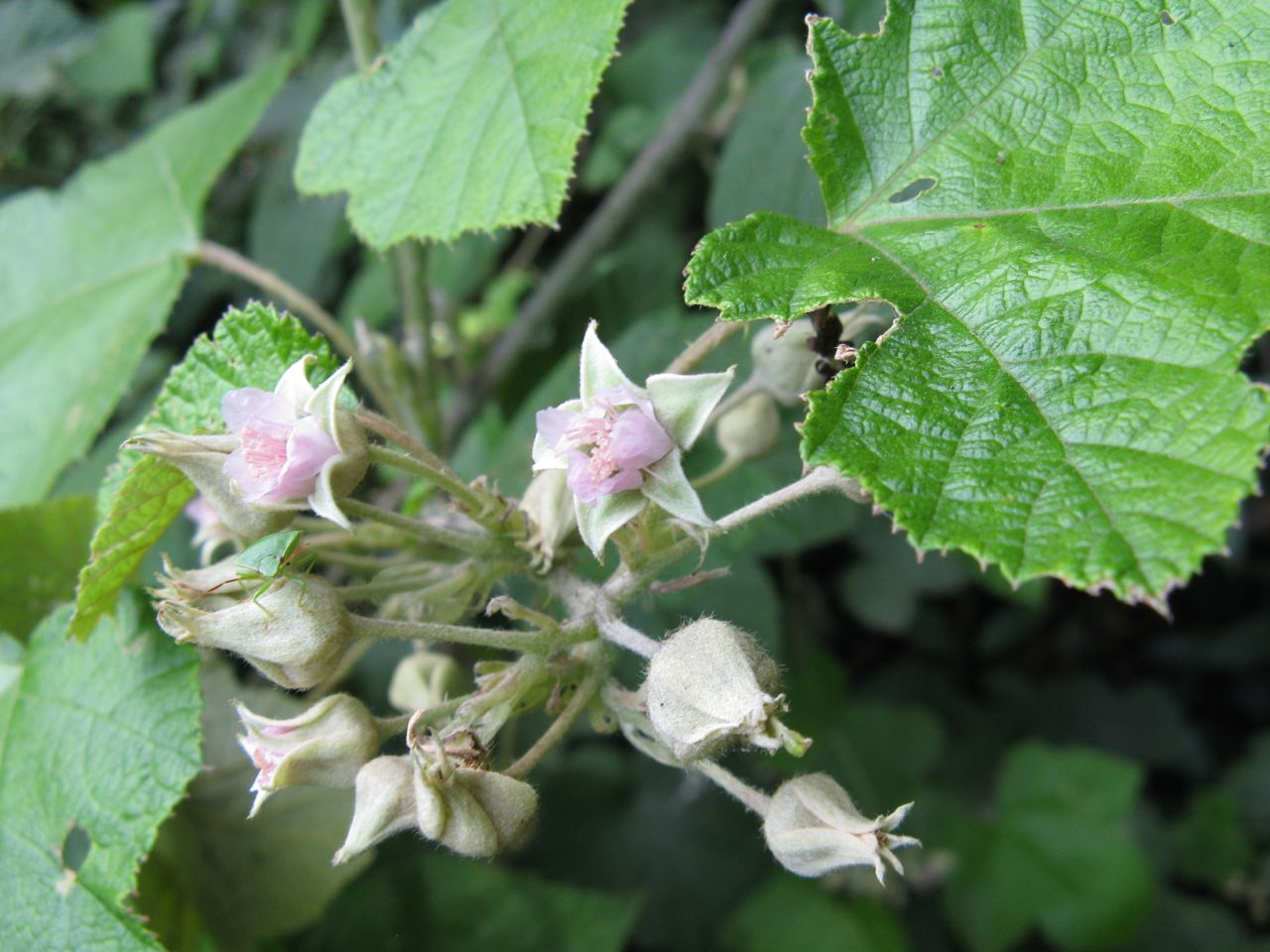
Rubus hillii
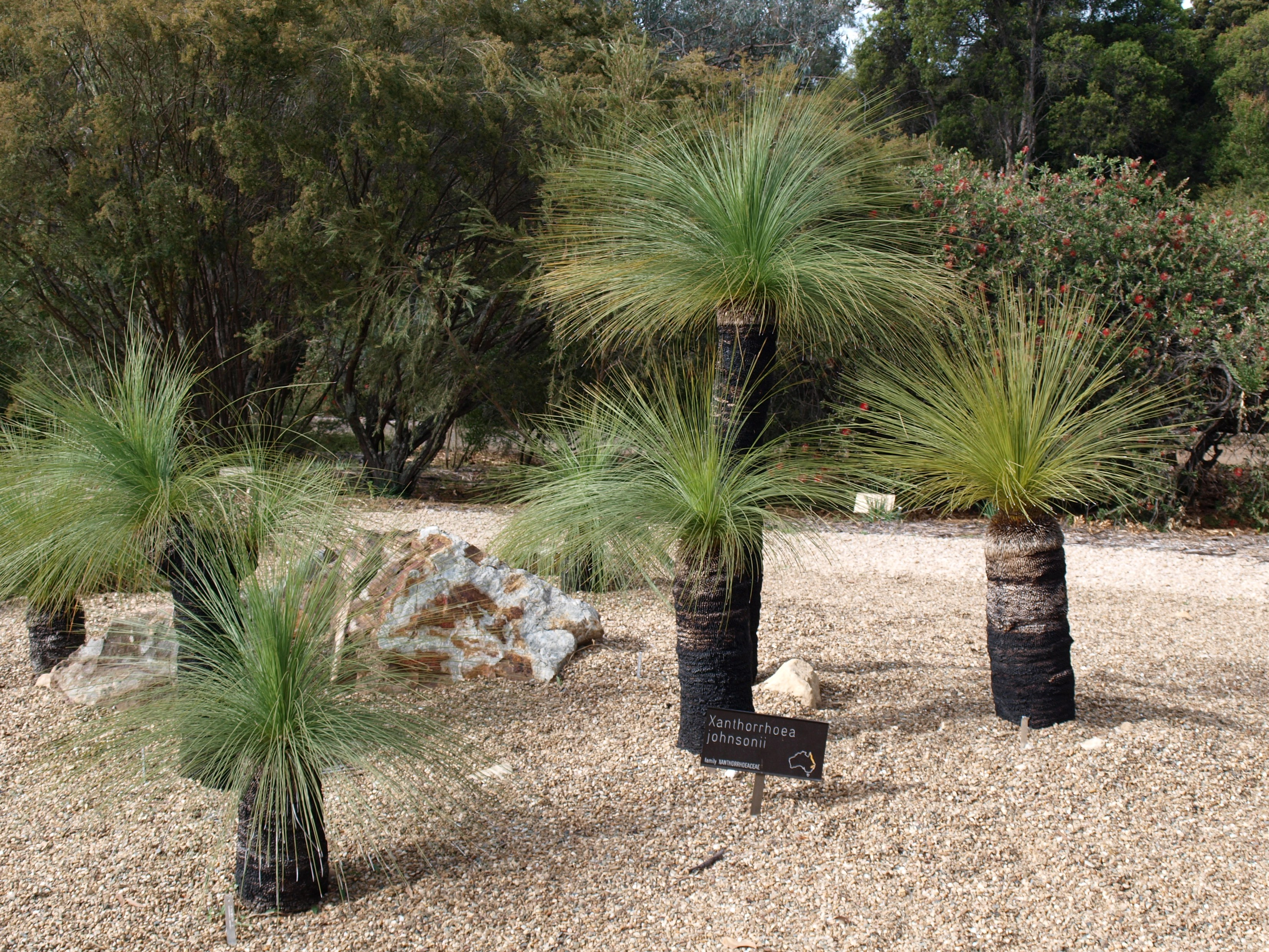
Xanthorrhoea johnsonii
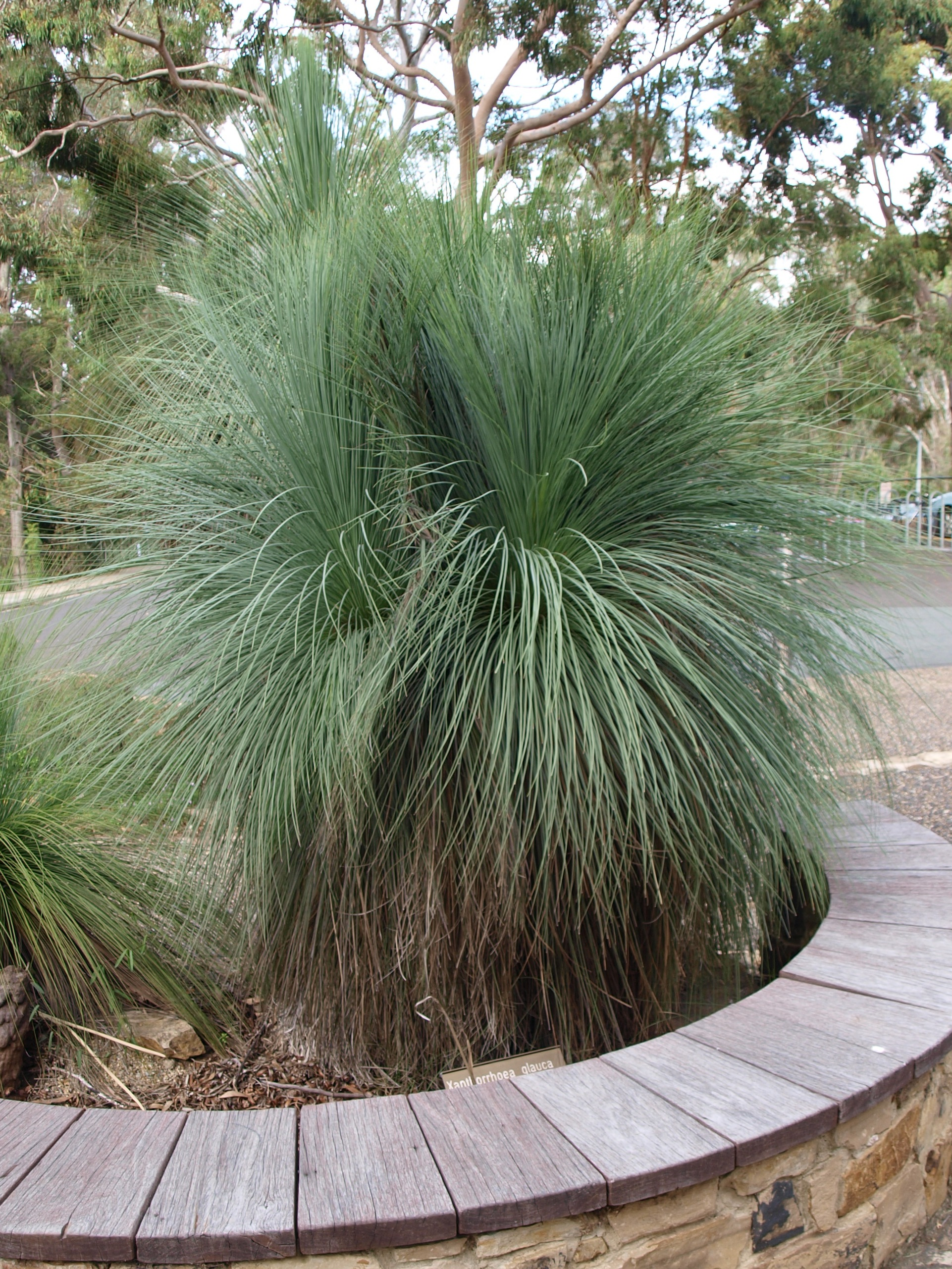
Xanthorrhoea glauca